# Dirk Medved
Dirk Medved (ur. 15 września 1968 w Genk) – piłkarz belgijski grający na pozycji środkowego obrońcy.

## Kariera klubowa
Karierę piłkarską Medved rozpoczął w mieście Genk, w tamtejszym klubie Waterschei SV Thor. W sezonie 1985/1986 zadebiutował w jego barwach w pierwszej lidze belgijskiej, jednak rok później spadł z nim do drugiej ligi. Po dwóch sezonach spędzonych na drugim froncie Waterschei SV Thor połączył się z KFC Winterslag i utworzył nowy zespół, KRC Genk, w którym Medved występował przez jeden sezon.
W 1989 roku Medved ponownie występował w pierwszej lidze, gdy został zawodnikiem klubu KAA Gent. Tam stał się podstawowym zawodnikiem. W 1991 roku zajął 3. miejsce w lidze i w sezonie 1991/1992 wystąpił z Gent w Pucharze UEFA. Do 1993 roku rozegrał dla drużyny z Gandawy 127 spotkań i zdobył 6 bramek.
Następnie Dirk trafił do jednego z czołowych klubów Belgii, Club Brugge. Tam stworzył linię obrony z reprezentantami swoich krajów: Lorenzem Staelensem, Pascalem Renierem i Australijczykiem Paulem Okonem. W 1994 roku został z Brugge wicemistrzem kraju i zdobył Superpuchar Belgii. W 1995 roku sięgnął po Puchar Belgii, a w 1996 roku wywalczył z Brugge dublet (mistrzostwo i puchar kraju). Natomiast w 1997 roku ponownie został wicemistrzem Belgii. Sezon 1996/1997 był ostatnim dla Dirka w klubie z Brugii, dla którego wystąpił 123 razy i strzelił 2 gole.
Ostatnim klubem Medveda w karierze był Standard Liège, w którym występował w latach 1997–1999. Z powodu kontuzji wystąpił tylko w 15 spotkaniach i następnie zakończył karierę sportową.
| Sezon   | Klub               | Kraj   | Rozgrywki | Mecze | Bramki |
| ------- | ------------------ | ------ | --------- | ----- | ------ |
| 1985/86 | Waterschei SV Thor | Belgia | I liga    | 1     | 0      |
| 1986/87 | Waterschei SV Thor | Belgia | II liga   | 23    | 2      |
| 1987/88 | Waterschei SV Thor | Belgia | II liga   | 27    | 0      |
| 1988/89 | KRC Genk           | Belgia | II liga   | ?     | ?      |
| 1989/90 | KAA Gent           | Belgia | I liga    | 32    | 2      |
| 1990/91 | KAA Gent           | Belgia | I liga    | 31    | 0      |
| 1991/92 | KAA Gent           | Belgia | I liga    | 33    | 0      |
| 1992/93 | KAA Gent           | Belgia | I liga    | 31    | 4      |
| 1993/94 | Club Brugge        | Belgia | I liga    | 34    | 1      |
| 1994/95 | Club Brugge        | Belgia | I liga    | 31    | 1      |
| 1995/96 | Club Brugge        | Belgia | I liga    | 27    | 0      |
| 1996/97 | Club Brugge        | Belgia | I liga    | 31    | 0      |
| 1997/98 | Standard Liège     | Belgia | I liga    | 3     | 0      |
| 1998/99 | Standard Liège     | Belgia | I liga    | 12    | 0      |

## Kariera reprezentacyjna
W reprezentacji Belgii Medved zadebiutował 9 października 1991 roku w wygranym 2:0 towarzyskim spotkaniu z Węgrami. W 1994 roku został powołany przez selekcjonera Paula Van Himsta do kadry na Mistrzostwa Świata w USA. Tam wystąpił we dwóch grupowych spotkaniach: wygranym 1:0 z Holandią oraz przegranym 0:1 z Arabią Saudyjską. W kadrze narodowej grał do 1997 roku i łącznie rozegrał w niej 26 spotkań.